# Washington Redskins 2000
La stagione 2000 dei Washington Redskins è stata la 69ª della franchigia nella National Football League e la 64ª a Washington. Il capo-allenatore Norv Turner, da sei stagioni con la squadra, fu licenziato dopo la settimana 14. I Redskins conclusero con un record di 8-8.

## Calendario
| Stagione regolare |                    |                         |                    |                      |                    |                    |
| Turno             | Data               | Avversario              | Risultato          | Stadio               | Record             | Pubblico           |
| 1                 | 3 settembre 2000   | Carolina Panthers       | V 20–17            | FedExField           | 1–0                | 80,257             |
| 2                 | 10 settembre 2000  | at Detroit Lions        | S 15–10            | Pontiac Silverdome   | 1–1                | 74,159             |
| 3                 | 18 settembre 2000  | Dallas Cowboys          | S 27–21            | FedExField           | 1–2                | 84,431             |
| 4                 | 24 settembre 2000  | at New York Giants      | V 16–6             | Giants Stadium       | 2–2                | 78,216             |
| 5                 | 1 ottobre 2000     | Tampa Bay Buccaneers    | V 20–17            | FedExField           | 3–2                | 83,532             |
| 6                 | 8 ottobre 2000     | at Philadelphia Eagles  | V 17–14            | Veterans Stadium     | 4–2                | 65,491             |
| 7                 | 15 ottobre 2000    | Baltimore Ravens        | V 10–3             | FedExField           | 5–2                | 83,252             |
| 8                 | 22 ottobre 2000    | at Jacksonville Jaguars | V 35–16            | Alltel Stadium       | 6–2                | 69,061             |
| 9                 | 30 ottobre 2000    | Tennessee Titans        | S 27–21            | FedExField           | 6–3                | 83,472             |
| 10                | 5 novembre 2000    | at Arizona Cardinals    | S 16–15            | Sun Devil Stadium    | 6–4                | 52,244             |
| 11                | Settimana di pausa | Settimana di pausa      | Settimana di pausa | Settimana di pausa   | Settimana di pausa | Settimana di pausa |
| 12                | 20 novembre 2000   | at St. Louis Rams       | V 33–20            | Trans World Dome     | 7–4                | 66,087             |
| 13                | 26 novembre 2000   | Philadelphia Eagles     | S 23–20            | FedExField           | 7–5                | 83,284             |
| 14                | 3 dicembre 2000    | New York Giants         | S 9–7              | FedExField           | 7–6                | 83,485             |
| 15                | 10 dicembre 2000   | at Dallas Cowboys       | S 32–13            | Texas Stadium        | 7–7                | 63,467             |
| 16                | 16 dicembre 2000   | at Pittsburgh Steelers  | S 24–3             | Three Rivers Stadium | 7–8                | 58,183             |
| 17                | 24 dicembre 2000   | Arizona Cardinals       | V 20–3             | FedExField           | 8–8                | 65,711             |

## Classifiche
| NFC East                |    |    |   |      |     |     |     |
|                         | V  | S  | P | %    | PF  | PS  | STR |
| (1) New York Giants     | 12 | 4  | 0 | .750 | 328 | 246 | V5  |
| (4) Philadelphia Eagles | 11 | 5  | 0 | .688 | 351 | 245 | V2  |
| Washington Redskins     | 8  | 8  | 0 | .500 | 281 | 269 | V1  |
| Dallas Cowboys          | 5  | 11 | 0 | .313 | 294 | 361 | S2  |
| Arizona Cardinals       | 3  | 13 | 0 | .188 | 210 | 443 | S7  |